# Emblema del este (jeroglífico)
| R15 |

| R15 |

En el Antiguo Egipto el jeroglífico del emblema del este está representado por un estandarte coronado por “el símbolo del este”. Es el jeroglífico R15 de la Lista Gardiner, que trata de muebles y emblemas del templo. 
En lengua egipcia el emblema del este es el ideograma de la palabra i3bt que designa el “este”; también se utilizaba i3by, y para designar la “izquierda”. El símbolo del “oeste” era considerado “bueno” (derecha); a veces, el símbolo del este significaba lo contrario de bueno: lo malo. Sin embargo, el Sol se levanta por el este, y en el culto solar fue de uso frecuente dicho símbolo.
El «emblema del este» era portado por la diosa Iabet, compañera de la diosa Amonet, coronada con el «emblema del oeste».

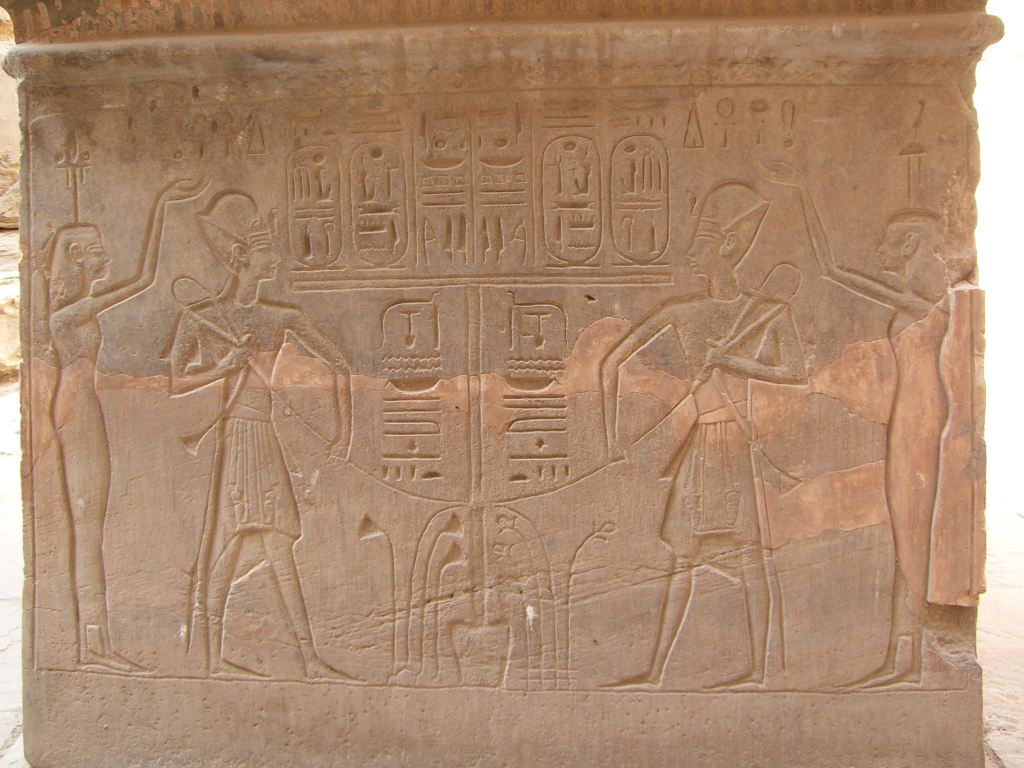
Bajorrelieve mostrando el emblema del este, y el del oeste.
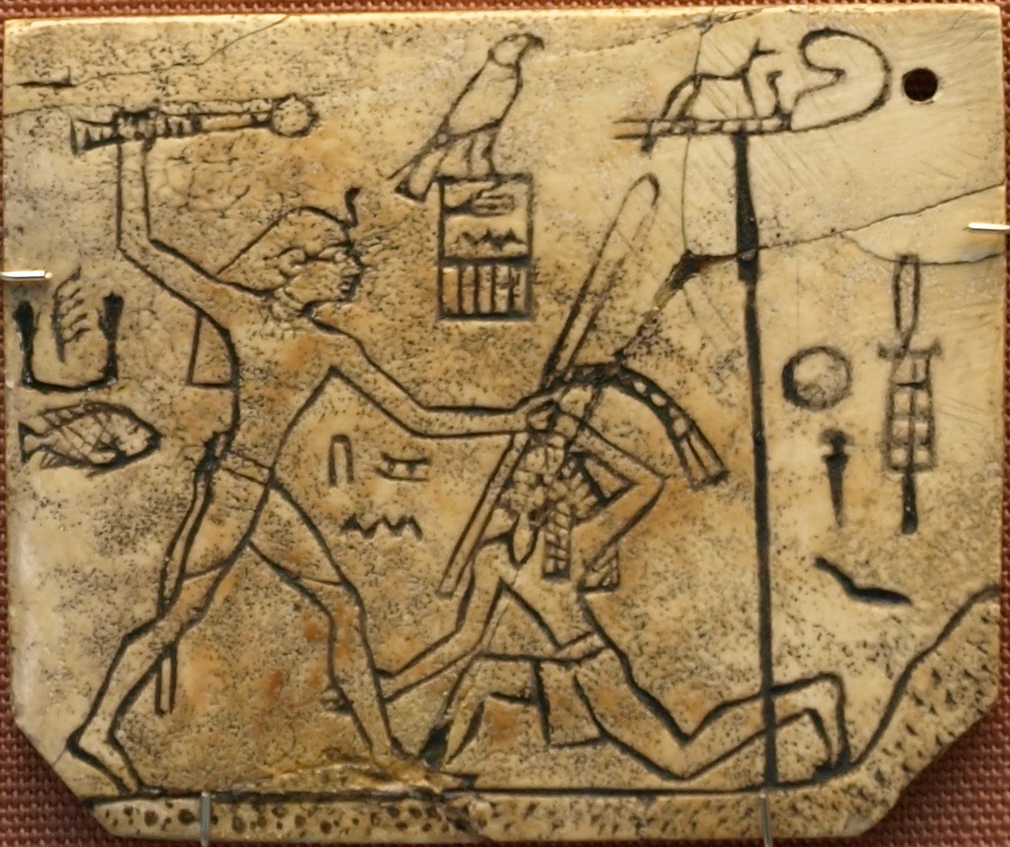
Tablilla ritual del faraón Den mostrando el emblema del este.